# Trinidad (Teksas)
Trinidad je grad u američkoj saveznoj državi Teksas. Prema popisu stanovništva iz 2010. u njemu je živjelo 886 stanovnika.